# Хименес, Маноло
Мануэ́ль (Мано́ло) Химе́нес Химе́нес (исп. Manuel "Manolo" Jiménez Jiménez; род. 26 января 1964, Арааль, Андалусия) — испанский футболист, защитник; тренер.

## Игровая карьера
Мануэль Хименес — воспитанник клуба «Севилья». С 1984 года он выступал за основной состав команды, играя на позиции левого защитника. Его игра привела к интересу со стороны сборной Испании, в составе которой он дебютировал в 1988 году. В 1990 году Хименес участвовал в чемпионате мира в Италии. За «Севилью» Хименес провёл 14 сезонов, сыграв в 344 матчах чемпионата Испании, 44 матчах Кубка Испании и 4 матчах Кубка УЕФА. За сборную Испании Хименес провёл 15 матчей. Уйдя из «Севильи», Хименес перешёл в «Реал Хаэн», где завершил карьеру в 1998 году.

## Тренерская карьера
С 2007 года по март 2010 года являлся главным тренером клуба «Севилья», выступающего в испанской примере.
6 октября 2010 года был назначен главным тренером греческого клуба AEK. Контракт подписан на два года. Выиграл с командой Кубок Греции, ставший первым трофеем команды за 9 лет.
1 января 2012 года возглавил клуб «Сарагоса».
С 2013 по 2015 год был главным тренером «Эр-Райяна».
В период с 2017 по 2018 год возглавлял АЕК.
26 мая 2018 года занял пост главного тренера испанского клуба «Лас-Пальмас».

## Достижения

### Как тренер
- Победитель Терсеры: 2000/01
- Победитель Сегунды B: 2004/05, 2006/07
- Обладатель Кубка Греции: 2011
- Победитель Первой лиги Катара: 2014/15
- Победитель Суперлиги Греции: 2017/18